# Куйсак (посёлок)
Куйсак — упразднённый посёлок в Агаповском районе Челябинской области. На момент упразднения входил в состав Магнитного сельсовета. Исключен из учётных данных в 1981 г.

## География
Располагался на юго-востоке района, левом берегу реки Куйсак, в 15 км (по прямой) к юго-востоку от посёлка Магнитный, центра сельсовета.

## История
По данным на 1970 год посёлок Куйсак входил в состав Магнитного сельсовета и являлся 3-м отделением совхоза «Магнитный».
Исключен из учётных данных решением Челябинского областного Совета народных депутатов от 26 января 1981 года № 41.

## Население
| 1970 | 1977 |
| ---- | ---- |
| 182  | ↘90  |

Согласно результатам переписи 1970 года в посёлке проживало 182 человека.